# Antarchaea punctilinea
Antarchaea punctilinea är en fjärilsart som beskrevs av George Francis Hampson 1926. Antarchaea punctilinea ingår i släktet Antarchaea och familjen nattflyn. Inga underarter finns listade i Catalogue of Life.